# Josef Huber (Fußballspieler, 1956)
Josef „Pepi“ Huber (* 29. Dezember 1956 in Mönchhof) ist ein ehemaliger österreichischer Fußballspieler. Pepi Huber kam aus dem Nachwuchs des FC Mönchhof und wechselte später zum SC Neusiedl/See. Mit dem SC Neusiedl am See schaffte er den Aufstieg in die Erste Division (damals höchste Liga in Österreich). Von seinen 50 Spielen für den NSC in der höchsten österreichischen Spielklasse war sicher der 2:1-Sieg gegen SK Rapid Wien (7. Mai 1983) eines der Highlights. Nach dem Abstieg des SC Neusiedl am See kehrte er im Sommer 1984 wieder zum FC Mönchhof zurück. Zunächst als Spielertrainer (1984–1991) und dann als Spieler, ehe er nach der Saison 1997/98 seine Laufbahn in der Kampfmannschaft beendete. Pepi Huber blieb aber dem FC Mönchhof verbunden. Von 1999 bis 2005 war er im Nachwuchs als Trainer tätig. Von Sommer 2006 bis Sommer 2013 betreute er die Reservemannschaft des FC Mönchhof, in der er bis 2017 – zwar bereits immer seltener – noch als Spieler zum Einsatz kam.

## Stationen als Spieler
- FC Mönchhof (Jugendverein)
- SC Neusiedl am See
- FC Mönchhof

## Stationen als Trainer
- FC Mönchhof (Spielertrainer 1984 bis 1991)
- FC Mönchhof (Nachwuchsbereich 1999 bis 2005)